# یواس‌اس بروس (دی‌دی-۳۲۹)
یواس‌اس بروس (دی‌دی-۳۲۹) (به انگلیسی: USS Bruce (DD-329)) یک کشتی بود که طول آن ۹۵٫۸۱ متر (۳۱۴٫۳ فوت) بود. این کشتی در سال ۱۹۲۰ ساخته شد.